# Masarykova letecká liga

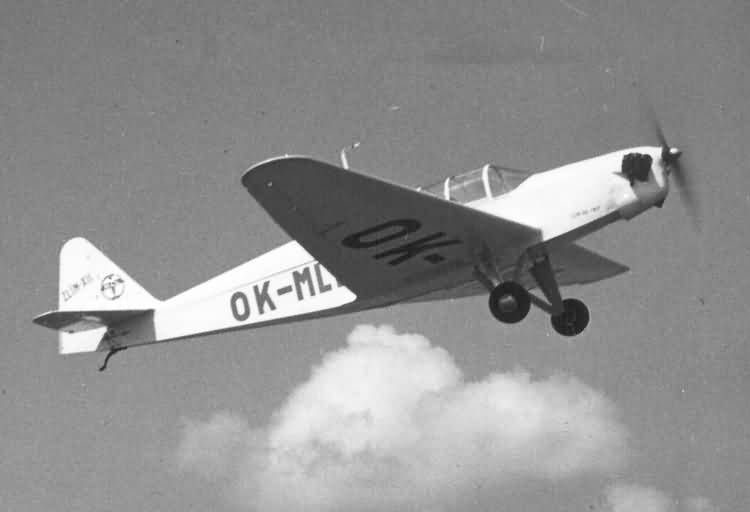
Letadlo Zlín XII, které bylo registrované u MLL, rok 1938

Masarykova letecká liga (zkráceně MLL) byla organizace, která měla za úkol propagovat a podporovat činnosti československého letectví, což mělo přinést všeobecný pokrok země. Prováděla také praktickou leteckou činnost, stavbu modelů letadel, kluzáků a studium československých odborníků v zahraničí.
Jejím předchůdcem byl Masarykův letecký fond, který vznikl v roce 1922. MLL byla založena 7. března 1926, v den narozenin československého prezidenta Tomáše G. Masaryka, podle kterého byla také pojmenována. Již k 1. dubnu 1926 bylo v Československu založeno 154 místních skupin MLL, které měly dohromady kolem 9 000 členů.

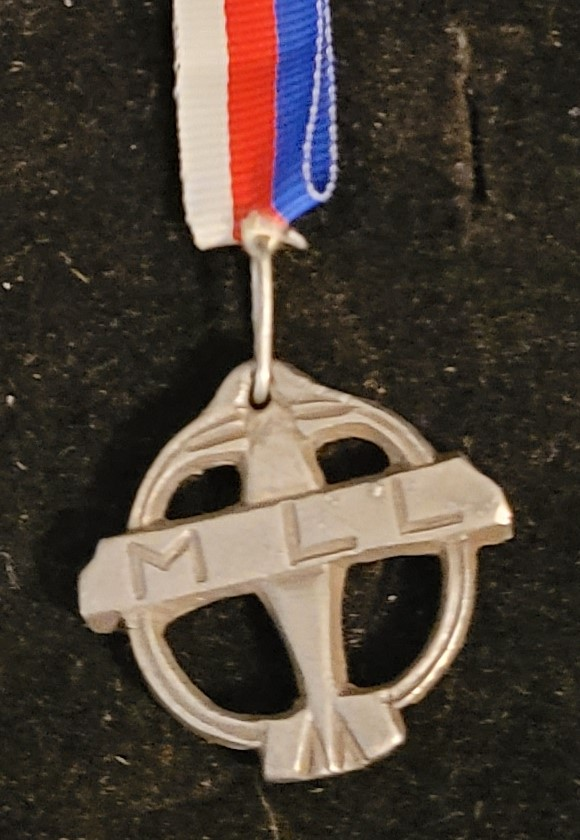
Masarykova Letecká Liga medaile

Jedním z hlavních organizátorů vzniku MLL byl generál Stanislav Čeček, náčelník vojenské kanceláře prezidenta republiky a přednosta leteckého odboru Ministerstva národní obrany.